# Historia social del piano

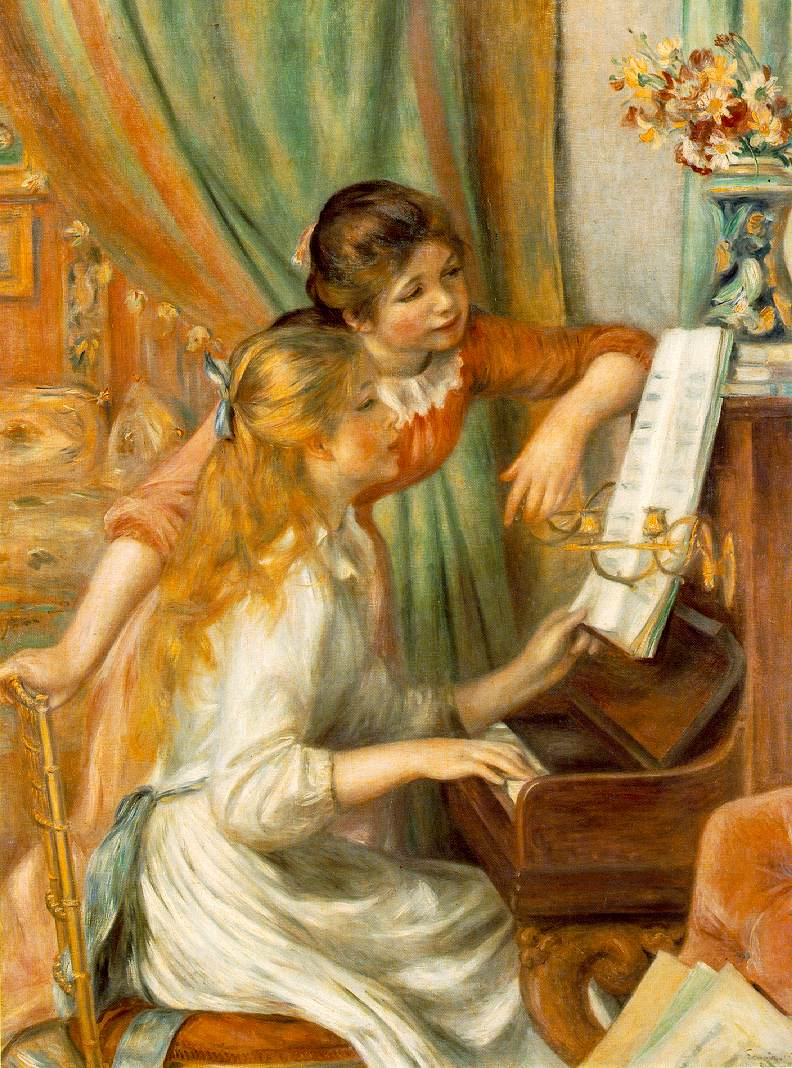
Jeunes filles au piano de Pierre-Auguste Renoir, pintado en 1892. Museo de Orsay, París, Francia.

La historia social del piano es la historia del papel del instrumento en la sociedad. Desde que se inventó el piano a finales del siglo XVII, su uso se fue generalizando en la sociedad occidental de finales del siglo XVIII y sigue siendo ampliamente interpretado en los siglos XX y comienzos del XXI.

## Primeros años
El piano fue una invención del paduano Bartolomeo Cristofori que tuvo lugar alrededor del año 1700. En aquella época, el piano era un invento extremadamente costoso y fue producido gracias al mecenazgo de Fernando II de Médici, Gran Príncipe de Florencia.
Durante algún tiempo después de su invención, el piano fue en gran parte propiedad de la realeza, como las Casas Reales de Portugal y Prusia, entre otras. A lo largo del siglo XVIII y principios del XIX, los pianos estaban financieramente fuera del alcance de la mayoría de las familias y los pianos de aquellos tiempos eran, en general, propiedad de la burguesía y la aristocracia. Los maestros de música visitaban a los hijos de dichas familias adineradas para enseñarles a tocar el piano.

## El piano y la mujer

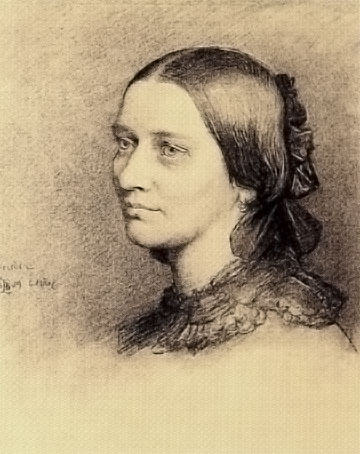
Clara Schumann fue una destacada pianista.

Tanto James Parakilas como Arthur Loesser enfatizan la conexión existente en este período entre el piano y la mujer. Aparentemente, eran más comunes los estudios de piano entre mujeres que entre hombres y se consideraba en general que la capacidad de tocar el piano en mujeres facilitaba que pudieran contraer matrimonio.
Las mujeres que habían aprendido a interpretar el piano siendo niñas a menudo continuaban tocando el piano siendo adultas, así tenían siempre música en sus hogares. Por ejemplo, Emma Wedgwood Darwin, la nieta del rico industrial Josiah Wedgwood, recibió lecciones de piano de Frédéric Chopin y al parecer adquirió un buen nivel. Tras su matrimonio con Charles Darwin, continuó tocando el piano diariamente mientras su esposo la escuchaba.
Un buen número de mujeres estudiantes de piano se convirtieron en virtuosas del instrumento y las habilidades de las mujeres pianistas inspiraron obras de Wolfgang Amadeus Mozart, Ludwig van Beethoven y Joseph Haydn, quien dedicó obras de difícil interpretación a sus amigas. Sin embargo, el papel de músico de concierto normalmente estaba reservado sólo a los hombres, exceptuando a Clara Schumann.

## Difusión del piano
En el transcurso de los siglos XIX y XX, la clase media de Europa y Norteamérica aumentó en número y prosperidad. Este incremento produjo el correspondiente aumento de la importancia del piano en el ámbito doméstico, ya que cada vez más familias pudieron comprarse un piano y recibir clases. Este instrumento también se convirtió en común en las instituciones públicas, como escuelas, hoteles y pubs. Como elementos del estilo de vida de la clase media occidental el uso del piano se extendió poco a poco a otras naciones y se convirtió en un instrumento habitual, por ejemplo, en Japón.
Para entender el aumento del uso del piano entre la clase media, es necesario recordar que antes de los aparatos mecánicos y electrónicos de reproducción, la música, era transmitida entre la gente común en sus tareas cotidiana. Es decir, los habitantes de cada nación generan un conjunto de música folclórica, que es transmitida oralmente a través de las generaciones y cantada por todos. Por ejemplo, los padres de Joseph Haydn no sabían leer música, sin embargo, el padre de Haydn (que trabajó como carretero) enseñó a Joseph a tocar el arpa y con frecuencia la tocaba mientras acompañaba los cantos de su familia. Con el aumento del nivel de vida, muchas familias pudieron permitirse pagar un piano y adaptar las estancias en las que debían instalar el instrumento a las grandes dimensiones de este. El piano se convirtió en una fuente importante de la música en el hogar.
A menudo, los pianistas aficionados seguían las obras de los principales pianistas y compositores de su época. Los pianistas profesionales escribieron libros y métodos para el estudio del piano y tuvieron un considerable éxito de ventas. También elaboraron sus propias ediciones de obras clásicas, que incluyeron marcas detalladas de tempo y de expresión para guiar a los aficionados que querían utilizar su método como modelo. Las composiciones para piano de los grandes compositores a menudo se vendían bien entre los pianistas aficionados, a pesar de que, a partir de Beethoven, eran demasiado difíciles para un pianista no experimentado, aunque, con la formación de un virtuoso, podían interpretarse perfectamente. Los pianistas aficionados obtenían gran satisfacción al enfrentarse con la mejor música, incluso si no podían realizar la interpretación de la obra de principio a fin.
Una de las interpretaciones preferidas en los hogares era tocar obras para piano a cuatro manos, en las que los dos intérpretes se sentaban uno al lado del otro en un único piano. A veces los miembros de la familia cantaban o tocaban otros instrumentos junto al piano.
Los padres cuyos hijos mostraban un talento inusual, a menudo los animaban a que emprendieran carreras profesionales, a veces haciendo grandes sacrificios para que esto fuera posible. El libro "My Life and Music" de Artur Schnabel describe vívidamente su propia experiencia sobre este hecho, que tuvo lugar en el Imperio austrohúngaro a finales del siglo XIX.

## Declive

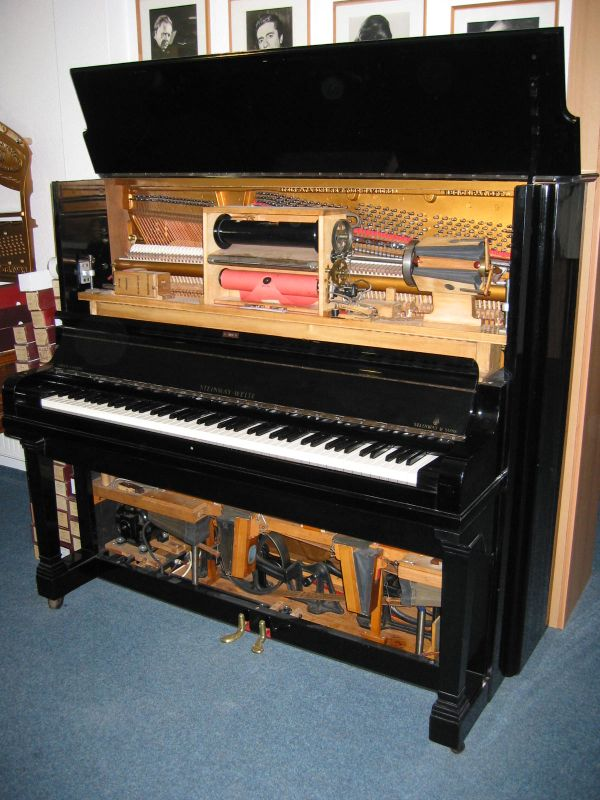
La pianola, entre otros avances tecnológicos, sustituyó al piano como instrumento de entretenimiento.

La posición del piano en el hogar permaneció segura hasta que la tecnología hizo posible el disfrute de la música de forma pasiva. Primero fue la pianola, inventada alrededor del año 1900; a continuación, el fonógrafo, que se convirtió en común en la década anterior a la Primera Guerra Mundial; y después, la radio, en la década de los años 20, sustituyeron a la interpretación de piano de manera aficionada como una forma de entretenimiento doméstico. Durante la Gran Depresión de la década de 1930, las ventas de pianos se redujeron drásticamente y muchos fabricantes cerraron sus negocios.
Otro factor que afectó de forma negativa en el uso del piano fue la generalización, a finales del siglo XX, del teclado electrónico. Este instrumento, en su forma más barata, es ampliamente considerado sólo un pobre sustituto por su calidad tonal de un buen piano, pero es mucho más flexible y en muchos sentidos se adapta mejor a la interpretación de la música popular.
No obstante, el piano sobrevive en muchos hogares del siglo XXI. Los pianos modernos tienden a ser de mayor calidad y más caros que los de hace varias décadas, lo que sugiere que quizás el uso del piano se ha concentrado en los hogares más ricos o de los miembros mejor educados de la clase media. Es poco probable que la capacidad de tocar el piano contribuya mucho en estos días a facilitar el matrimonio de las hijas, pero muchos padres creen todavía hoy en día que las lecciones de piano que enseñen a sus hijos les ayudarán a mejorar su concentración y autodisciplina, así como a abrir una puerta en el mundo de la música clásica.